# Galonki-Kolonia
Galonki-Kolonia (do 31 grudnia 2016 Borek) – kolonia w Polsce położona w województwie kujawsko-pomorskim, w powiecie radziejowskim, w gminie Topólka.
W latach 1975–1998 miejscowość należała administracyjnie do województwa włocławskiego.